# أهوار لبو وبلنكان

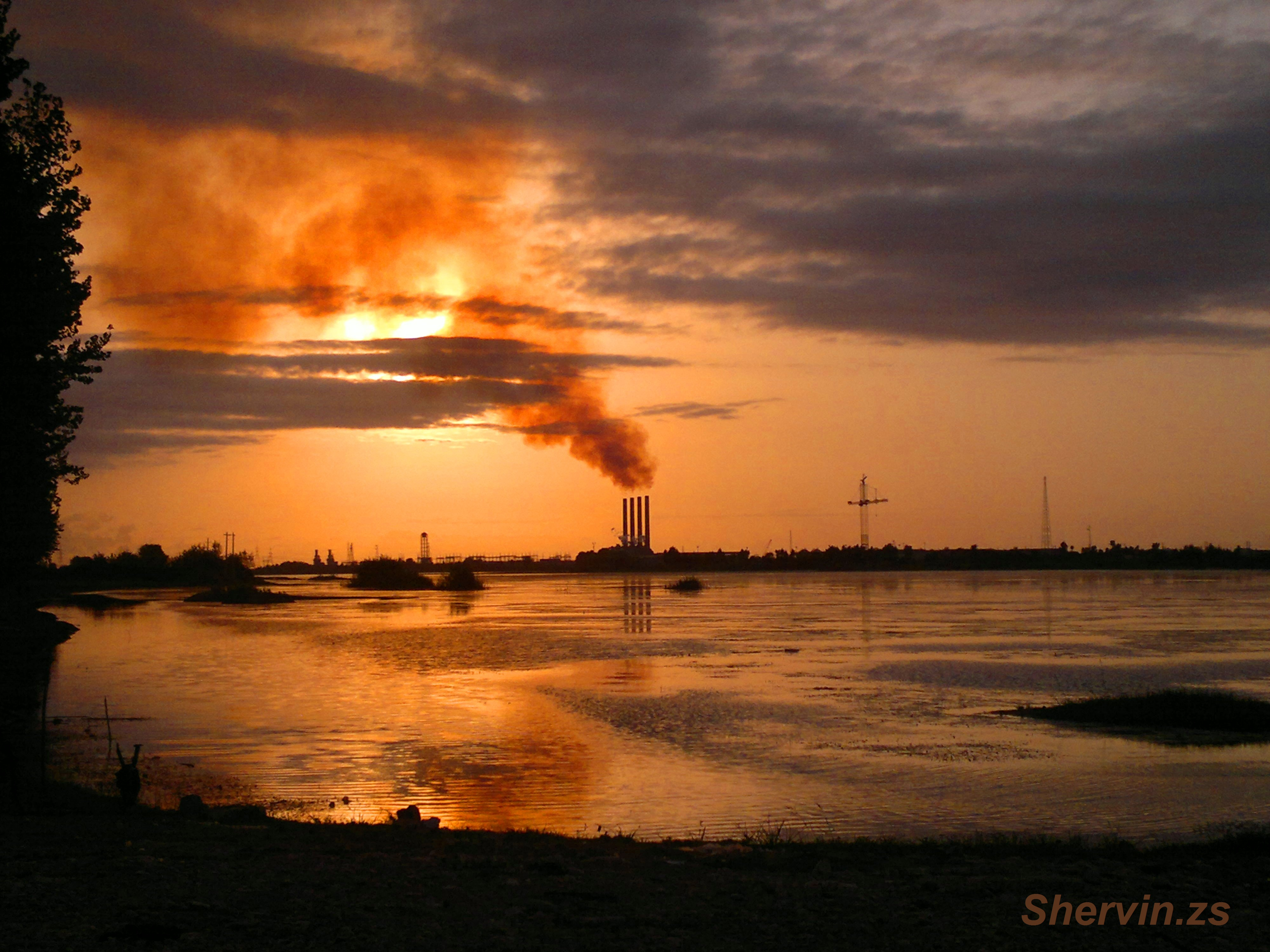
منظر جميل لغروب الشمس في لبو و بلنکان

يُقال أن أهوار لبو وبلنكان زاغمرز هي مجموعة من ثلاث مستنقعات هي "لبو" و"شيرخان لبو" و" بلنكان زاغمرز النمر"، تقع على مسافة خمسمائة متر من بحر الخزر غرب أهوار ميانكاله وشمال زاغمرز في محافظة مازندران.
يُعتقد أن أهوار لبو وشيرخان لبو وبلنكان زاغمرز ربما كانت في زمانٍ ما جزءاً من بحر الخزر وانفصلت عنه مع مرور الزمن تراجع البحر وامتلأت تدريجياً بمياه البحر والفيضانات، وتُعد من مناطق الجذب السياحي في زاغمرز.
تتمتع الأراضي الرطبة في لبو زاغمرز وبلنكان بجاذبيتها الخاصة في كل فصل من فصول السنة؛ ففي الشتاء والخريف تكون مأمناً للطيور المهاجرة مثل
تم، البجع، الإوز، غاقيات وطيور الفلامنيغو، والتي اختارت هذا المكان لوضع البيض والتكاثر، كما يعد صيد الأسماك أحد الخصائص الأخرى في هذا الفصل، وفي عام 1975 تم تسجيل أهوار لبو وزاغمرز كأهوار عالمية في الاتفاقية الدولية للأهوار في مدينة رامسر.